# Asura homogena
Asura homogena là một loài bướm đêm thuộc phân họ Arctiinae, họ Erebidae.